# St. Stephan (Tiefbrunn)

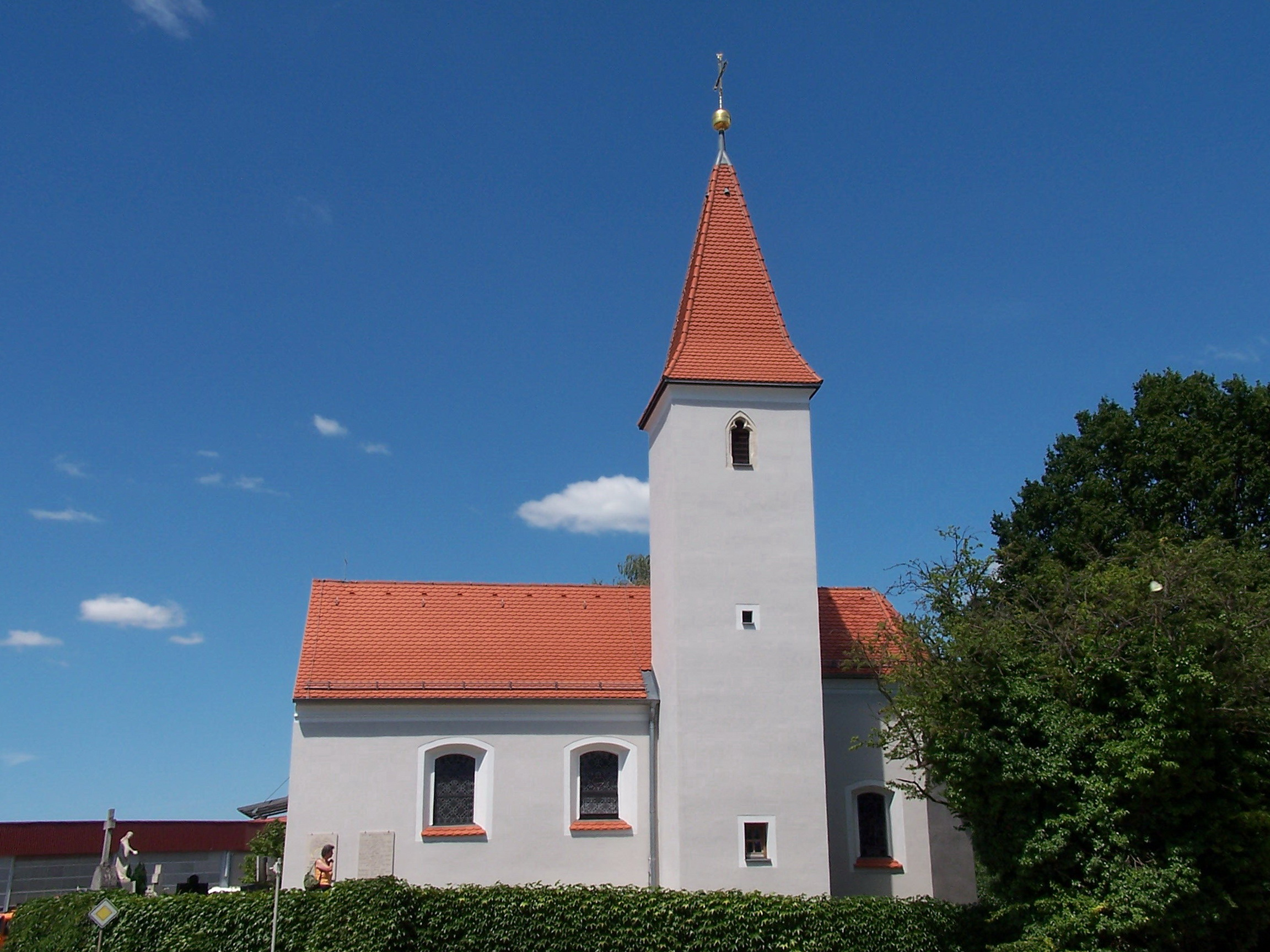
St. Stephan (Tiefbrunn)

Die römisch-katholische, denkmalgeschützte Filialkirche St. Stephan steht in Tiefbrunn, einem Gemeindeteil der Gemeinde Mintraching im Landkreis Regensburg in der Oberpfalz. Sie ist dem Bistum Regensburg zugeordnet. Das Bauwerk ist unter der Denkmalnummer D-3-75-170-30 als Baudenkmal in die Bayerische Denkmalliste eingetragen.

## Beschreibung
Die frühgotische Saalkirche besteht aus einem Langhaus, das mit einem Satteldach bedeckt ist, einem eingezogenen, im 15. Jahrhundert mit einem Netzgewölbe überspannten Chor mit Fünfachtelschluss im Osten und einem Kirchturm, der mit einem spitzen Helm bedeckt ist, an der südöstlichen Ecke des Langhauses.
Der Innenraum des Langhauses ist mit einer Flachdecke überspannt.